# Vanuatu
Vanuatu, oficialmente República de Vanuatu (em bislamá: Ripablik blong Vanuatu; em inglês: Republic of Vanuatu; em francês: République de Vanuatu), é um Estado soberano insular da Melanésia, que ocupa o arquipélago das Novas Hébridas, na Oceania. Tem fronteiras marítimas com as ilhas Salomão, a norte; com o território francês da Nova Caledónia a sul; e com Fiji a leste. A capital é Porto Vila  (em francês: Port-Vila; em inglês: Port Vila).

## História
A teoria geralmente aceita, baseia-se em evidências arqueológicas e afirma que povos que falavam línguas austronésias habitaram as ilhas pela primeira vez, há cerca de 4 000 a 6 000 anos. Fragmentos de cerâmica encontrados datam de c. 1 300 a.C. O pouco que se sabe da história anterior ao contacto europeu de Vanuatu foi inferida a partir de histórias orais e lendas. Um rei importante foi Roy Mata, que uniu várias tribos, e foi enterrado em um monte de grandes dimensões com vários retentores.
A primeira ilha no grupo de Vanuatu descoberta foi a ilha de "Espiritu Santo" quando, em 1606, o explorador português Pedro Fernandes de Queirós, avistou-a e pensou tratar-se de um continente do sul. Os europeus não retornaram às ilhas até 1768, quando o explorador francês Louis Antoine de Bougainville redescobriu as ilhas. Em 1774, o Capitão Cook nomeou as ilhas de Novas Hébridas, o nome que permaneceu até a independência do arquipélago. Em 1825, o comerciante Peter Dillon descobriu madeira de sândalo na ilha de Erromango iniciando uma corrida que terminou em 1830 depois de um confronto entre trabalhadores imigrantes polinésios e melanésios autóctones. Durante a década de 1860, os fazendeiros da Austrália, Fiji, Nova Caledónia e as ilhas Samoa, que necessitavam de mão de obra, incentivaram o comércio de trabalhadores contratados por um longo tempo, chamado de "blackbirding" ("pássaro-preto" em português). No auge da "blackbirding", mais de metade da população adulta masculina de várias ilhas trabalhou no exterior.
Foi no século XIX que missionários, tanto católicos, como protestantes, chegaram às ilhas. Colonos também chegaram em busca de terra para as plantações de algodão. Quando os preços internacionais do algodão entraram em colapso, substituíram-no por plantações de café, cacau, banana e, com muito sucesso, cocos. Inicialmente, súditos britânicos da Austrália formaram a maioria dos colonos que chegaram às ilhas, mas a criação da Companhia Caledónia das Novas Hébridas, em 1882, logo fez pender a balança a favor de indivíduos franceses. Na virada do século, os franceses superaram os britânicos.
O interesse dos franceses e britânicos nas ilhas levou a disputa dos dois poderes para anexar o território. Em 1906, no entanto, a França e o Reino Unido concordaram em administrar conjuntamente as ilhas. Chamado de Condomínio Franco-britânico, era uma forma única de governo, com distintos sistemas governamentais que se reuniram em um tribunal comum. Os melanésios foram impedidos de adquirir a cidadania de qualquer poder.
Protestos contra essa forma de governo começaram no início dos anos 1940. A chegada dos norte-americanos durante a Segunda Guerra Mundial, com sua conduta informal e relativa riqueza, foi fundamental na ascensão do nacionalismo nas ilhas. A crença em uma figura mítica messiânica chamada John Frum era a base para um culto à carga indígena (um movimento para tentar obter bens industriais através da magia) que prometia a libertação da Melanésia. Hoje, John Frum é uma religião e um partido político com um membro no parlamento.
O primeiro partido político foi estabelecido no início de 1970 e originalmente chamava-se Partido Nacional das Novas Hébridas. Um dos fundadores foi o Padre Walter Lini, que mais tarde se tornou primeiro-ministro. Renomeado Pati Vanua'aku em 1974, o partido iniciou o movimento pela independência. Em 1980, em meio a uma breve guerra civil, chamada de Guerra do Coco, a República de Vanuatu foi criada.
Durante a década de 1990 Vanuatu experimentou uma instabilidade política que acabou resultando em um governo mais descentralizado. O Vanuatu Mobile Force, um grupo paramilitar, tentou dar um golpe de estado em 1996 por causa de uma disputa salarial. Houve denúncias de corrupção no governo do presidente Maxime Carlot Korman. Novas eleições foram convocadas por diversas vezes desde 1997, mais recentemente, em 2004.
Em 14 de março de 2015 o arquipélago foi devastado pelo ciclone Pam, que causou dezenas de mortes.

## Política

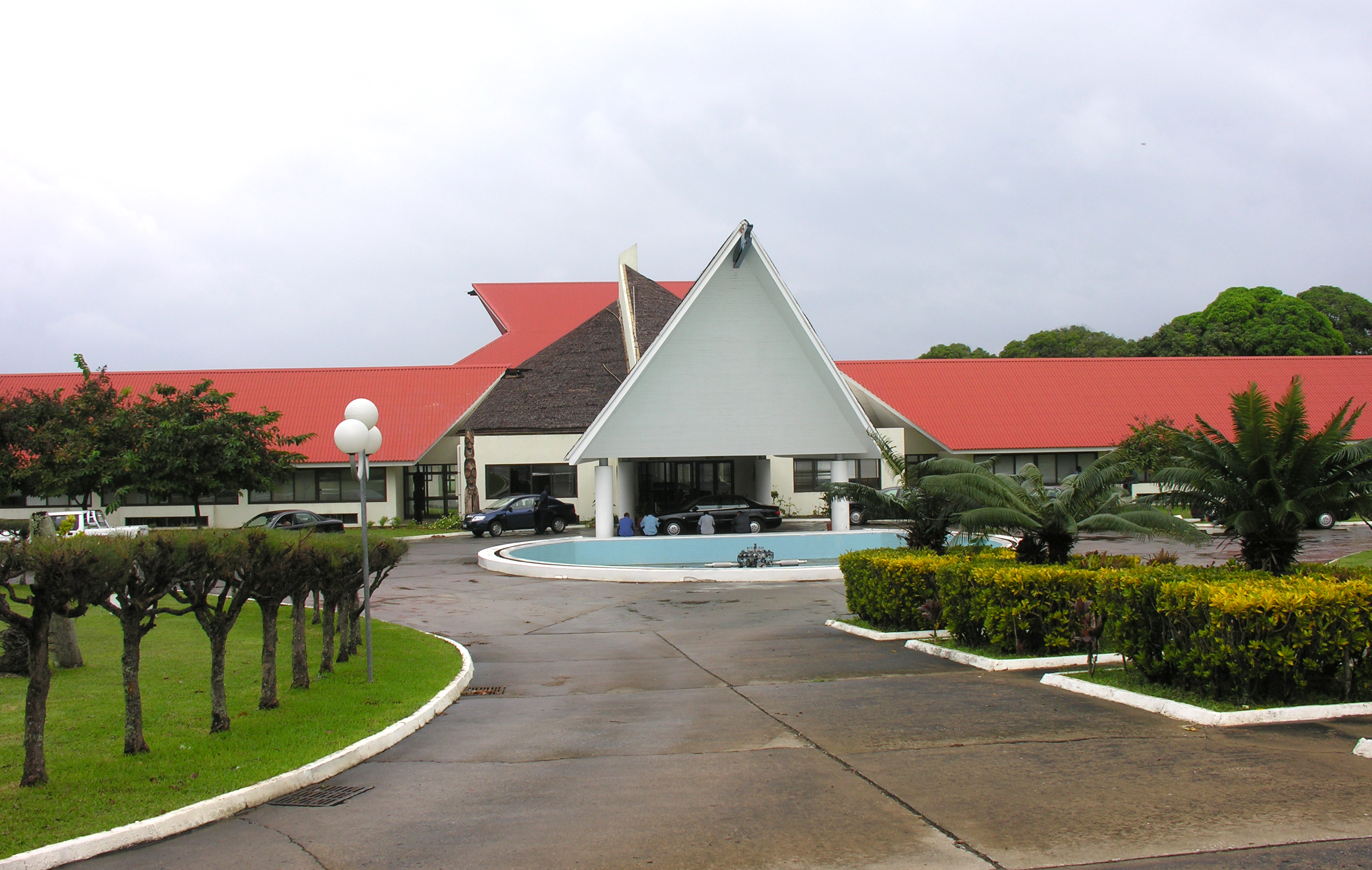
Parlamento de Vanuatu

Vanuatu é uma república parlamentarista, de democracia representativa. O presidente é o chefe de Estado e o primeiro-ministro é o chefe de governo. O poder judiciário é independente.
O poder executivo é exercido pelo chefe de governo e seu gabinete. O poder legislativo é exercido por um parlamento unicameral, que tem 52 membros, que são eleitos a cada quatro anos por voto popular. O líder do principal partido no parlamento é usualmente eleito primeiro-ministro. Os presidentes dos seis governos estaduais formam uma coligação. No entanto, algumas vezes surgiram problemas, frente à competição de interesses entre Reino Unido e França junto aos líderes de Vanuatu.
O presidente é eleito para mandatos de cinco anos por um colégio eleitoral formado pelos membros do parlamento e pelos presidentes dos conselhos regionais. O presidente é um cargo cerimonial.
Este modelo é aplicado desde a independência da França do Reino Unido em 1980.

## Subdivisões
Entre 1968 e 1985, Vanuatu esteve dividido em quatro áreas:
| - Éfaté - Malakula |  | - Espírito Santo - Tanna |

Entre 1985 e 1994, esteve dividido em onze áreas:
| - Ambae e Maéwo (capital Longana) - Ambrym (capital Eas) - Banks e Torres (capital Sola) - Éfaté (capital Porto Vila) - Épi (capital Ringdove) - Malekula (capital Lakatoro) |  | - Paama (capital Liro) - Pentecostes (capital Loltong) - Espírito Santo e Malo (capital Luganville) - Shepherd (capital Morua) - Taféa (capital Isangel) |

Desde 1994, Vanuatu tem seis províncias:
| - Malampa - Penama |  | - Sanma - Shefa |  | - Tafea - Torba |

## Geografia

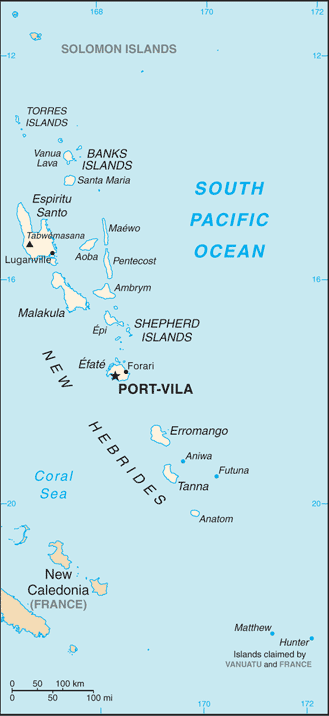
Mapa de Vanuatu

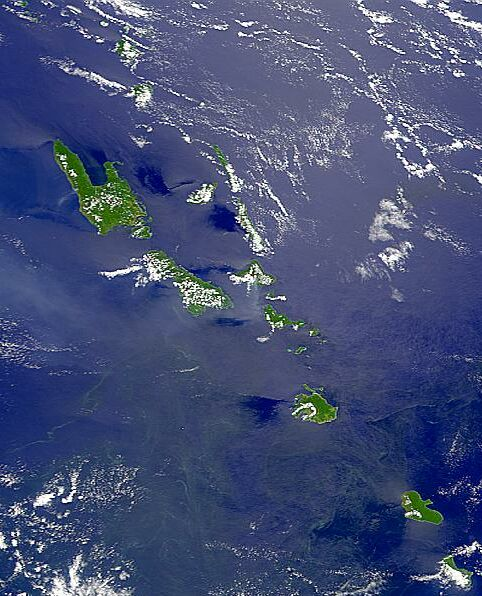
Imagem de satélite de Vanuatu tirada em 1998

Vanuatu é um arquipélago composto por 83 ilhas relativamente pequenas, das quais duas — Matthew e Hunter — são também reclamadas pelo departamento francês de ultramar de Nova Caledónia. Geologicamente recentes, as ilhas são de origem vulcânica, espalhadas a uma distância de 1 300 km de norte a sul. Catorze das ilhas de Vanuatu têm áreas superiores a 100 km²: Espiritu Santo, Malakula, Efate, Erromango, Ambrym, Tanna, Pentecostes, Epi, Ambae ou Aoba, Vanua Lava, Gaua, Maewo, Malo e Anatom ou Aneityum. O país situa-se entre as latitudes 13° e 21° S e longitudes 166° e 171° E. O ponto mais alto é o Monte Tabwemasana, com 1 879 m, na ilha de Espiritu Santo.
A área total de Vanuatu é de aproximadamente 12 274 km². A maioria das ilhas são íngremes, com solos instáveis, e com pouca reserva permanente de água doce. Estima-se (2005) que apenas 9% da terra era utilizada para a agricultura (7% com culturas permanentes, 2% da terra cultivável). O litoral é geralmente rochosos com recifes de franja e sem plataforma continental, caindo rapidamente nas profundezas do oceano.
Existem vários vulcões ativos em Vanuatu, incluindo Lopevi, assim como vários outros submarinos. A atividade vulcânica é comum com um perigo sempre presente de uma grande erupção. Uma recente erupção submarina com magnitude 6,4 ocorreu em novembro de 2008, sem vítimas, e uma outra erupção ocorreu em 1945. Vanuatu é reconhecido como uma distinta eco-região terrestre, conhecida pelas suas florestas tropicais. É parte da ecozona da Australásia, que inclui a Nova Caledónia, Ilhas Salomão, Austrália, Nova Guiné e Nova Zelândia.
A população crescente de Vanuatu (estimado em 2008 em 2,4%/ano) está aumentando a pressão sobre os recursos naturais locais pela agricultura, pastoreio, caça e pesca. Cerca de 90% da população de Vanuatu consumem peixe, o que causou intensa pesca perto de aldeias e esgotamento das espécies de peixes perto da costa. Embora bem florestada, a maioria das ilhas já mostram sinais de desmatamento. Eles têm sido registrados (especialmente de madeira de maior valor) em grande escala decorrente ao corte-e-queima para a agricultura, convertidos em plantações de coco e de gado, e mostram sinais de aumento na erosão do solo e dos deslizamentos de terra.
A água doce é cada vez mais escassa e as bacias de terra firme estão sendo desmatadas e degradadas. A disposição inadequada dos resíduos e a poluição da água e do ar, também são questões cada vez mais problemáticas nas zonas urbanas e nas ilhas maiores. Além disso, a falta de oportunidades de emprego na indústria e áreas urbanas e inacessibilidade aos mercados combinaram-se para bloquear as famílias rurais em um modo de subsistência ou autossuficiência, exercendo enorme pressão sobre os ecossistemas locais.

## Economia

Principais produtos de exportação de Vanuatu em 2019

A economia está baseada principalmente na agricultura de subsistência ou de pequena escala, que provê ao 65% da população. A pesca, serviços financeiros de bancos estrangeiros e o turismo (50 000 visitantes em 1997), são outras fontes de economia. Não há no país reservas de minerais e nem de petróleo. Um pequeno setor industrial abastece o mercado local. Os impostos vêm principalmente das importações de produtos.
O desenvolvimento económico depende relativamente das exportações. É prejudicado pela vulnerabilidade aos desastres naturais e às longas distâncias entre os principais mercados e as ilhas. Um grande sismo em novembro de 1999, seguido por um tsunâmi, causou muitos danos na ilha nordestina de Pentecostes, deixando milhares de pessoas sem lar. Outro poderoso sismo em janeiro de 2002 causou danos à capital, Porto Vila, e áreas adjacentes, seguido por um tsunâmi.
O PNB cresceu a menos de 3% nos anos 1990. Em vista disto, o governo prometeu suavizar as regulações em seu centro financeiro de bancos estrangeiros. Austrália e Nova Zelândia são os principais fornecedores da ajuda externa de Vanuatu.
Em 2021, Vanuatu apresentava um IDH de 0,67 (médio) medido pela ONU em 2021.

## Demografia
A maioria dos habitantes de Vanuatu (95%) são nativos melanésios, ou ni-Vanuatu; o resto da população é de origem europeia, asiática e de outras ilhas do Pacífico. Existem três idiomas oficiais: inglês, francês e bislamá (um idioma crioulo que evoluiu do inglês). Ademais, em torno de cem línguas locais são falados nas ilhas.
O cristianismo é a religião predominante em Vanuatu, que está dividido em várias denominações. A Igreja Presbiteriana, é a maior delas, que abarca um terço da população.

## Cultura

### Mídia
Os principais jornais, revistas e periódicos no país são o Vanuatu Weekly, Vanuatu Daily Post, Nasara, Port Vila Presse e Ni-Vanuatu. O único canal de televisão, o Television Blong Vanuatu, transmite programas em francês e inglês.

### Desporto
Vanuatu participou em todos os Jogos Olímpicos de Verão desde 1988, com uma equipe entre 2 a 6 pessoas, apesar de nunca ter conquistado medalhas olímpicas. A equipe nacional de Vanuatu ficou em terceira posição no Pacífico Sul em 2003 e 2007. Em abril de 2011, foi classificada em 165.º no ranking da FIFA. Existem 230 clubes de futebol e 6 400 jogadores registrados no país.